# Метаморфопсия
Метаморфопсия (от др.-греч. μεταμόρφωσις «превращение» и ὤψ «взгляд») — искажённое восприятие формы, цвета, величины, покоя или движения, пространственного расположения реально существующих в данное время предметов или явлений.

## Обзор
Первоначально охарактеризованная в 1800-х годах, метаморфопсия была описана как один из основных и наиболее заметных признаков миопической и старческой макулопатии. 
При этом нарушении имеет место расстройство восприятия или осознавания оптических наглядных образов внешних объектов и/или собственного тела, вследствие чего последние представляются увеличенными, уменьшенными в размерах, деформированными, находящимися где-то в другом месте, движущимися как бы прерывисто, не в свойственном им направлении или с необычной скоростью. Рассматривается как расстройство пространственного синтеза, затрагивающее как собственное тело (в этом случае называется аутометаморфопсией), так и внешние объекты (это называется экзо- или аллометаморфопсией). Иногда, хотя и редко, оба указанных аспекта расстройства сосуществуют, возникают одновременно. 
Обычно критическая оценка данного нарушения у пациентов сохраняется, но это бывает не всегда. Последнее определение термина указывает на то, что расстройство является проявлением нарушения самоосознавания независимо от того, какова его природа. 
Существуют или даже считаются преобладающими другие гипотезы, основанные на представлении о том, что основу расстройства образуют проистекающие из гипотезы локалиционизма очаговые органические нарушения нейрофизиологических аспектов восприятия или местная Патология (вестибулярные или лабиринтные нарушения, нарушение процесса слияния отпечатков стимулов из левого и правого глаз, очаговые поражения теменной и зрительной коры и др.) в то время как процессы самоосознавания, как подразумевается, остаются интактными (незатронутыми).  
Механизмы, которые приводят к развитию метаморфопсии, включают структурные изменения в сетчатке глаза (ретинальный механизм), а также процессинговые изменения в коре головного мозга (корковый механизм). Механизм сетчатки включает смещение слоев сетчатки, что приводит к неправильному расположению света на сетчатке. Корковый механизм, который был открыт после механизма сетчатки, подвержен влиянию перцептивного «заполнения» и эффектов визуального скопления. 
Явления метаморфопсии нередко фигурируют в зрительных обманах восприятия, что может рассматриваться как косвенное доказательство симптомообразования метаморфопсии на основе расстройств самоосознавания. Чаще всего метаморфопсии встречаются при шизофрении, органических повреждениях (нарушениях работы) головного мозга, во время фокальных приступов эпилепсии, опьянении психоделическими субстанциями.

## Диагностика
Для диагностики обычно используются тесты. Используют субъективные оценки того, как человек рассматривает обычные закономерности. Использование таких оценок позволяет оценить способность человека к любым смещениям визуальных объектов. 